# Pañuelo Rojo
Pañuelo Rojo fue un grupo de ocho exploradores chiapanecos, célebres por ser los primeros en atravesar el Cañón del Sumidero.  La hazaña se realizó en 1960, realizando una travesía de 25 kilómetros en las aguas del río Grijalva durante 8 días. 
Antes de ellos hubo intentos de militares mexicanos y exploradores tanto mexicanos como extranjeros. Sin embargo, esas expediciones fracasaron y algunos de sus miembros murieron o se perdieron. 
Pañuelo Rojo salió ileso de la exploración; su travesía de una semana todavía se recuerda en Chiapas. Los exintegrantes del grupo siguen celebrando conferencias sobre sus hazaña ocasionalmente. Actualmente en honor a ellos se le puso el nombre de pañuelo rojo a un campo de fútbol.

## Antecedente
El grupo pañuelo rojo surgió a través de la incógnita de que el cañón del sumidero nadie había podido atravesarlo. Desde tiempos de la conquista Virreinato, el capitán Luis Marín realizó el primer intento por cruzar el cañón y falló en su intento.
Siglos después le siguieron grupos de exploradores franceses, norteamericanos e incluso del ejército mexicano capitaneados por el general Grajales. Con equipos modernos para la época intentaron la conquista del cañón pero fallaron e incluso algunos murieron en el intento.

## Historia
La familia Castillejos, nativa de Tuxtla Gutiérrez, siempre tuvo contacto con el río Grijalva, afluente que desemboca en el Cañón del Sumidero. Incluso conocían en caminos de vereda como llegar al inicio del cañón e iban a colocar anzuelos para pescar a la orilla del río Grijalva.
A Rodulfo Castillejos Sánchez, joven inquieto de la familia, el cual se aficionaba a la natación se le ocurrió la idea de atravesar el cañón el cual no podía hacerlo solo, se lo comunicó a su tío el profesor Maximiano Hernández Castillejos, Maximiano, gran deportista aficionado a las caminatas y a la cacería ,no puso objeción y le dijo que esto no podía hacerse de la noche a la mañana había que buscar enlaces para poder conseguir los recursos. Para la travesía además de entrenamiento, Maximiano se lo comunicó a su hermano Salvador, joven aficionado a la fotografía y excursionismo, le contestó ¿Cuándo nos vamos? A lo que Maximiano le dijo lo mismo que a Rodulfo: que tendrían que hacerse enlaces para conseguir recursos además de invitar a otros jóvenes que quisieran participar.
Maximiano buscó los enlaces con el gobierno y el grupo buscó patrocinio con casas comerciales de Tuxtla Gutiérrez para comprar equipo además que el pueblo a pesar de estar incrédulo por lo que pretendían hacer cooperó para la travesía.

## Travesía
El grupo explorador fue fundado el 25 de agosto de 1959, recibe el nombre de "Panuelo Rojo" por se el color de los paliacates que usaban y por ser el tipo de pañuelo que siempre habían acompañado a en sus luchas a los héroes nacionales. 
La aventura comenzó el 31 de marzo de 1960 en la Isla de Cahuaré, municipio de Chiapa de Corzo. En dos balsas (nombradas "la amarilla" y "la negra), se dirigieron río abajo hasta el paraje La Ceiba. La navegación fue fácil al principio, pues una pequeña parte del río era navegable. El caudaloso Río Grande de Chiapa entra por un cañón muy accidentado por el número de rápidos, zona pedregosa y el calor sofocante, clima que al anochecer cambia a menos 10° centígrados.. El Cañón atraviesa una selva poblada por felinos tales como gatos monteses, pumas y jaguares, además de víboras y cocodrilos. A lo largo del Cañón había varias cascadas y raudales, siendo una de los trayectos más difíciles el paso de "La Coyota" y "La Gran Curva".
Los exploradores acampaban en la arena de las riberas o colgados de los acantilados. Las playas estaban llenas d lagartos y por la tarde, una espesa nube de murciélagos cubría el cielo.
El jueves 7 de abril a las 17:50 horas, salieron del Cañón. El 8 de abril los exploradores llegan a Playa Grande, municipio de Chicoasén, cansados, con la ropa sucia, las barbas crecidas y visiblemente flacos. Los expedicionarios fueron recibidos como héroes por los habitantes de los municipios vecinos.

## Integrantes
- Jorge Narváez Domínguez (Jefe de la expedición)
- Maximiano Hernández Castillejos (Segundo jefe)
- Martín Pérez Chamé (Tercer jefe)
- Eneas Cano Zebadúa
- Salvador Hernández Castillejos
- Ramón Alvarado Zapata
- Nabor Vázquez Juárez
- Rodulfo Castillejos Sánchez.